# Hordaland
Hordaland és un comtat de Noruega, fronterer amb els de Sogn og Fjordane, Buskerud, Telemark i Rogaland. És el tercer comtat més poblat després d'Akershus i Oslo. La capital del comtat és la ciutat de Bergen.
La seva població és de 516.497 habitants (2016), i la seva superfície és de 15,460 km². El 54% de la població es concentra a la capital, Bergen, mentre que les altres ciutats importants són Odda i Stord. Hordaland és l'únic comtat de Noruega que tots els seus 33 municipis toquen el mar. Hordaland és un comtat molt muntanyós, amb el 71% de la superfície de zones muntanyoses que són superiors als 300 msnm i amb molts illots, illes, llacs, glaceres, fiords, cascades, muntanyes i planes, i un ric paisatge cultural amb illes i pobles de pescadors, pobles agrícoles exuberants, zones industrials i una cultura pròpia.
Els llocs més visitats al comtat a part de Bergen són els paisatges naturals de Hardangerfjord i Hardangervidda, les glaceres de Hardangerjøkulen i Folgefonna, les cascades com Langfossen, Låtefossen, Steinsdalsfossen i Vøringsfossen, els pobles de pescadors d'Espevær i Fedje, les estacions d'esquí de Kvamskogen, Røldal i Voss, les àrees industrials d'Alvik, Odda, Tyssedal, Husnes i Stord, els espectaculars sistema de carreteres de Stalheim Kleivi, Tokagjelet i Måbødalen, i la parròquia de Telavåg, la qual va ser destruïda per les forces d'ocupació alemanyes durant la guerra.
Dos indrets de Hordaland han estat declarats Patrimoni de la Humanitat per la UNESCO: Bryggen, al 1979, i Nærøyfjorden, al 2005, com a part del patrimoni natural dels fiords de Noruega, juntament el Geirangerfjord. La zona del fiord de Naeroy inclou el municipi de Voss, les cascades de Stalheim Kleiv i Sivlefossen, així com altres accidents geogràfics destacats.
A Hordaland s'hi troben tres parcs nacionals: el Parc Nacional de Hardangervidda, el Parc Nacional de Folgefonna, i el Parc Nacional de Hallingskarvet, creats el 1981, 2005 i 2006, respectivament.

## Etimologia
Hordaland (en nòrdic antic: Hǫrðaland) és l'antic nom de la regió que va ser restablerta el 1919. El primer element és el genitiu plural de hǫrðar, el nom d'una antiga tribu germànica (vegeu Carudes). L'últim element és land que en noruec vol dir "terra" o "regió".
Fins al 1919 el nom del comtat va ser Sandre Bergenhus AMT que significava "amt Bergenhus del sud". L'antic amt de Bergenhus va ser creat el 1662 i es va dividir en dues parts el 1763.

## Història

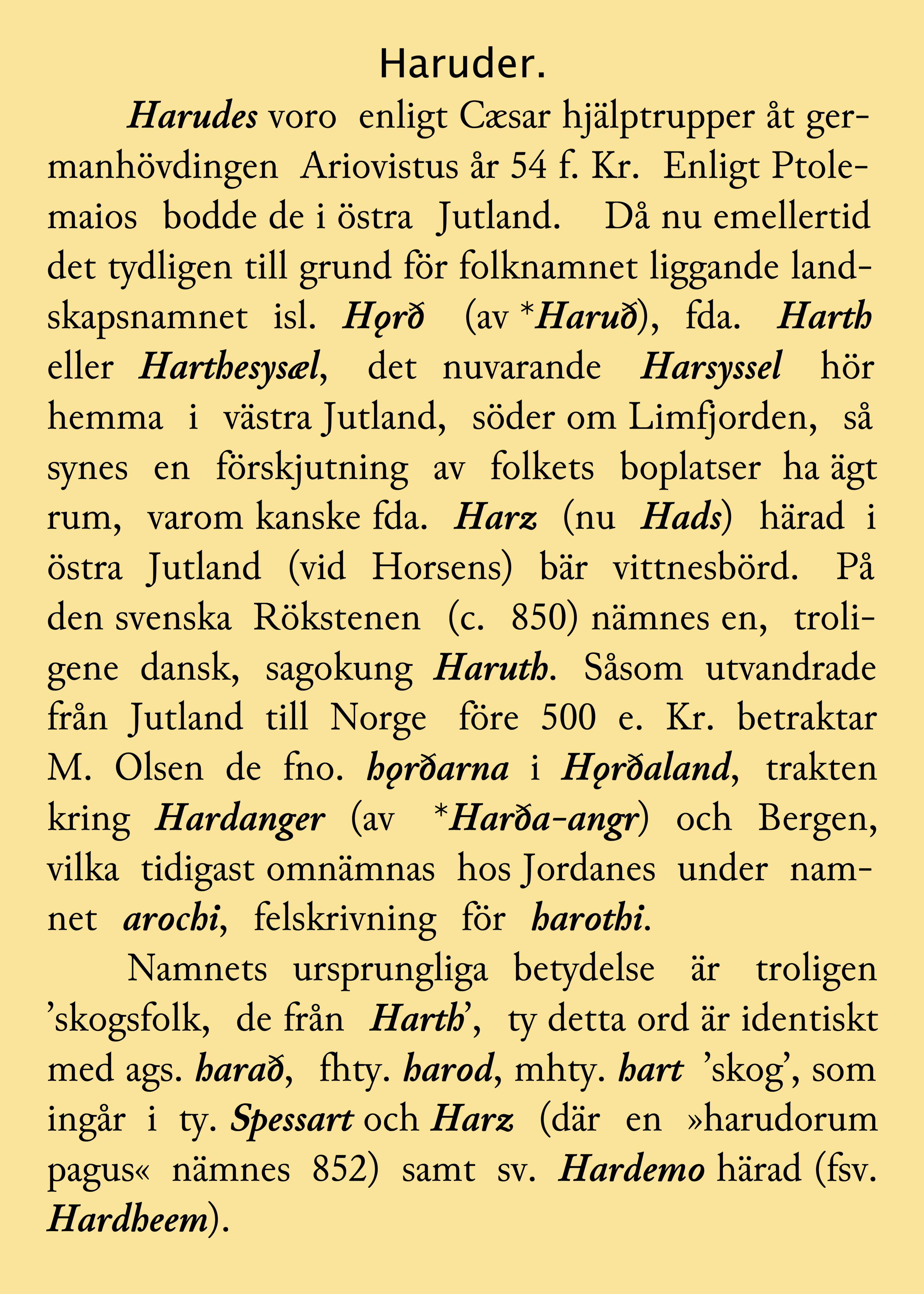
La descripció del famós filòleg suec Adolf Noreen (1854-1925) de l'origen de les persones horder (els habitats de Hordaland).

El comtat de Hordaland ha existit des de fa més de mil anys. Al segle vii l'àrea es va descompondre en molts petits regnes, i Hordaland era conegut com a Hordafylke des dels voltants de l'any 900. Al segle XVI Noruega es va dividir en quatre lens. El Ien de Bergenhus tenia la seva seu a Bergen i abastava gran part de la Noruega occidental i septentrional.
El 1662 els lens es van substituir per amts. L'amt de Bergenhus en un principi va consistir en les zones actuals de Hordaland, Sogn og Fjordane, i Sunnmøre. A la dècada del 1680, les regions der Nordlandene i Sunnmøre es van separar de Bergenhus. El 1763, l'amt es va dividir en parts nord i sud: Nordre Bergenhus AMT i Sandre Bergenhus AMT. Quan l'amt es va dividir, l'actual municipi de Gulen es va separar de la part sud de Sandre Bergenhus AMT. El 1773, la frontera va ser re-dibuixada de manera que Gulen va ser localitzat a la part nord. Sandre Bergenhus AMT es reanomenà Hordaland Fylke el 1919.
La ciutat de Bergen va ser classificada com una ciutat-comtat (byamt) del 1831 fins al 1972. Durant aquest temps, el 1915, el municipi d'Årstad va ser annexat a Bergen. En 1972, els municipis veïns d'Arna, Fana, Laksevåg i Asane també van ser annexades a la ciutat de Bergen. També en aquest mateix temps, la ciutat de Bergen va perdre la seva condició de comtat, i es va convertir en part de l'actual comtat de Hordaland.

### Símbols

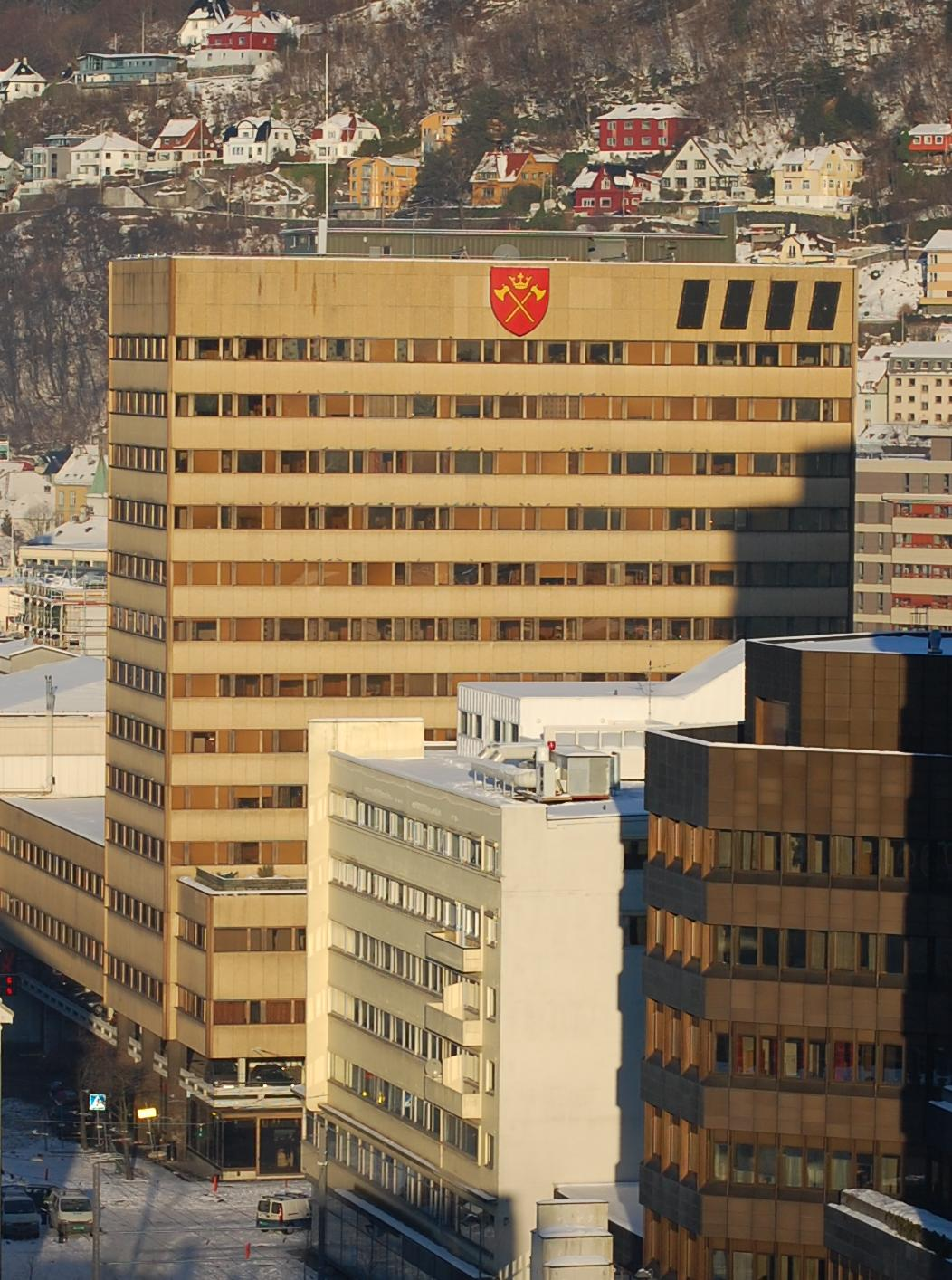
Centre administratiu del Consell del Comtat de Hordaland, a la ciutat de Bergen.

#### Bandera
La bandera de Hordaland mostra dues destrals i una corona daurades en un fons vermell. La bandera prové de l'escut d'armes derivat de l'antiga junta del gremi de Sant Olaf d'Onarheim al municipi de Tysnes. En aquell segell, la bandera va ser utilitzada pels delegats de Sunnhordland el 1344 en el document per instal·lar el rei Haakon V de Noruega. Els símbols es refereixen al sant patró del gremi, Sant Olaf, el rei de Noruega, el símbol del qual era una destral.

#### Escut d'armes
L'escut d'armes se'ls va concedir oficialment l'1 de desembre de 1961. Fou dissenyat per Magnus Hardeland, però el disseny general s'havia utilitzat originalment a la regió de Sunnhordland des de molts segles anteriors. A principis del segle xx, els líders del comtat van començar a utilitzar les velles armes com un símbol per al comtat una vegada més. Les armes són en un fons vermell i consten de dues destrals daurades que es creuen amb una corona també daurada al damunt de les destrals.

## Geografia

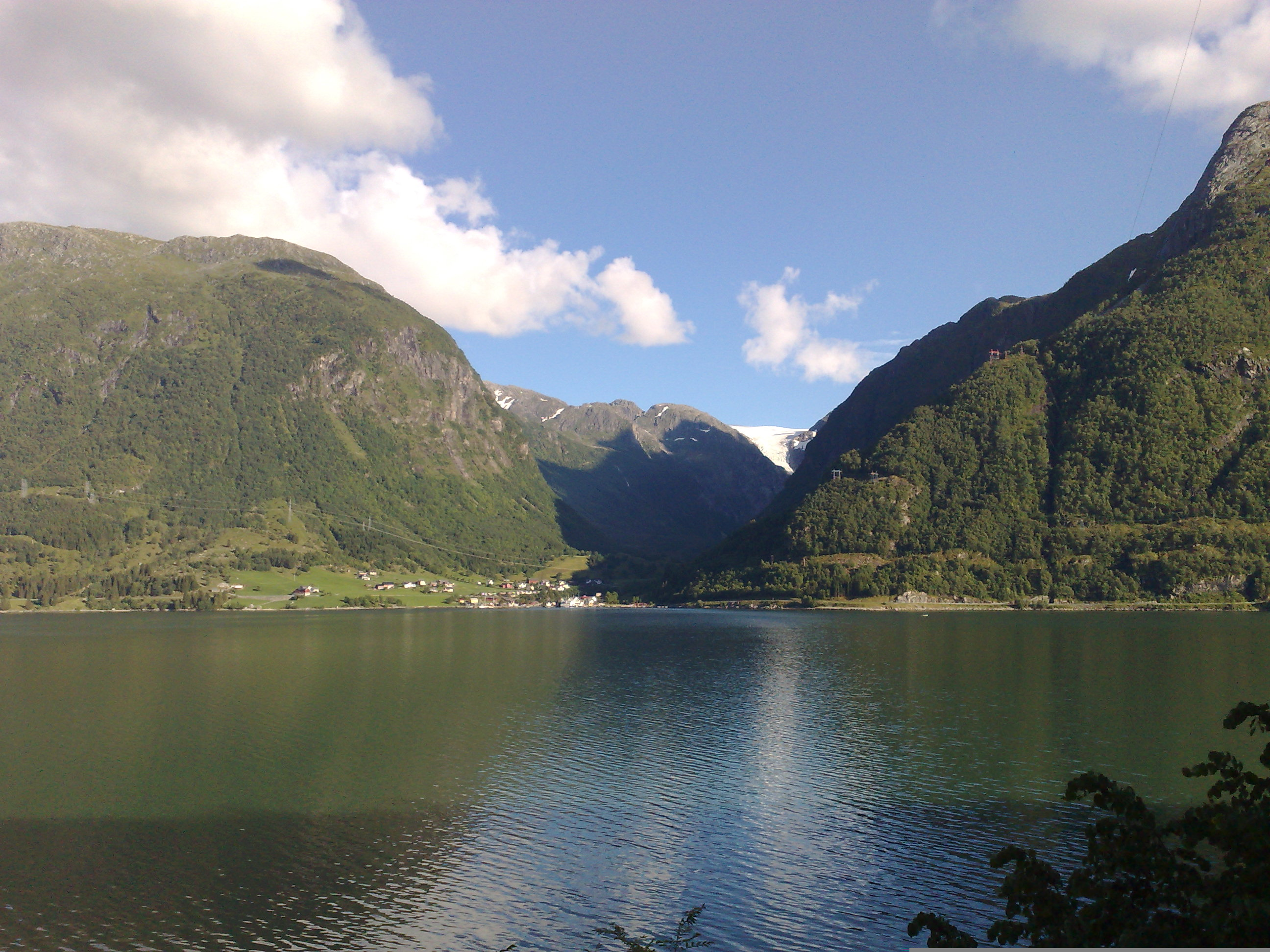
Sundal a Mauranger té una bona ubicació al costat del fiord de Hardanger.

Hordaland està situat al sud-oest de Noruega i limita a l'oest amb el mar del Nord, al nord amb Sogn og Fjordane, a l'est amb Buskerud i Telemark i al sud amb Rogaland. Sovint es diu que Hordaland i Rogaland són una Noruega en miniatura, ja que ambdós comtats tenen una mica de tot pel que fa a paisatges. Al comtat hi ha altes muntanyes i profunds fiords, terres agrícoles i boscos, cascades i aigües tranquil·les, platges de sorra i roques escarpades.

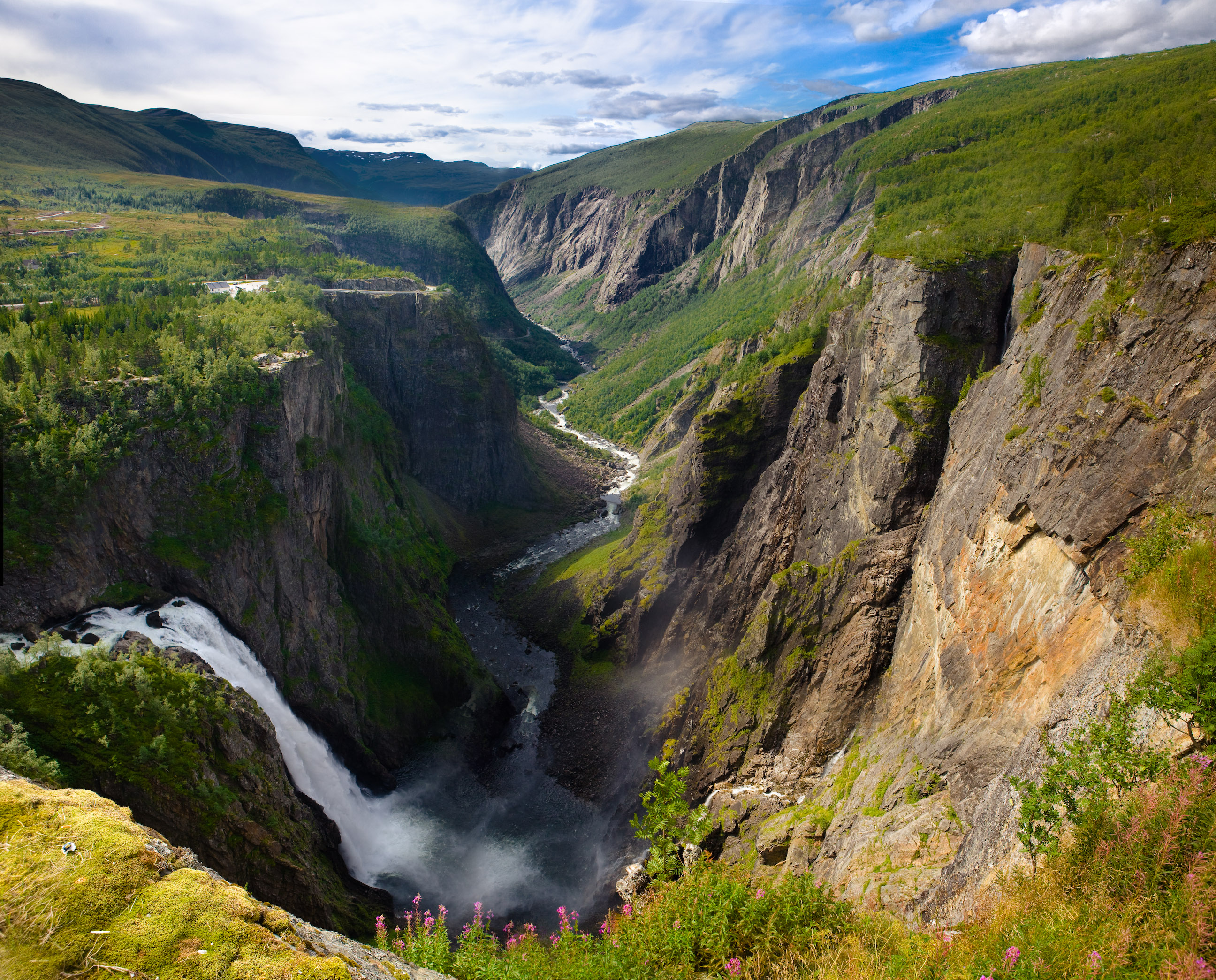
La cascada Vøringsfossen a Eidfjord.

El fiord de Hardanger és el més llarg i profund del comtat, amb 179 quilòmetres de longitud i 800 metres de profunditat, respectivament. El llac més gran és Nordmannslågen i cobreix 11 km². Amb els seus 1.863 metres sobre el nivell del mar, Hardangerjøkulen és la muntanya més alta de Hordaland. L'Osterøy és el municipi-illa més gran amb els seus 328 km², mentre que amb els seus 9 km², Fedje és el municipi més petit del comtat. Modalen és el municipi amb menys habitants, amb només 381, mentre que Bergen és la ciutat i municipi més gran de Hordaland, amb els seus 277,391 habitants (2016). Pel que fa a superfície, però, el municipi més gran és Voss amb 1.805 km².

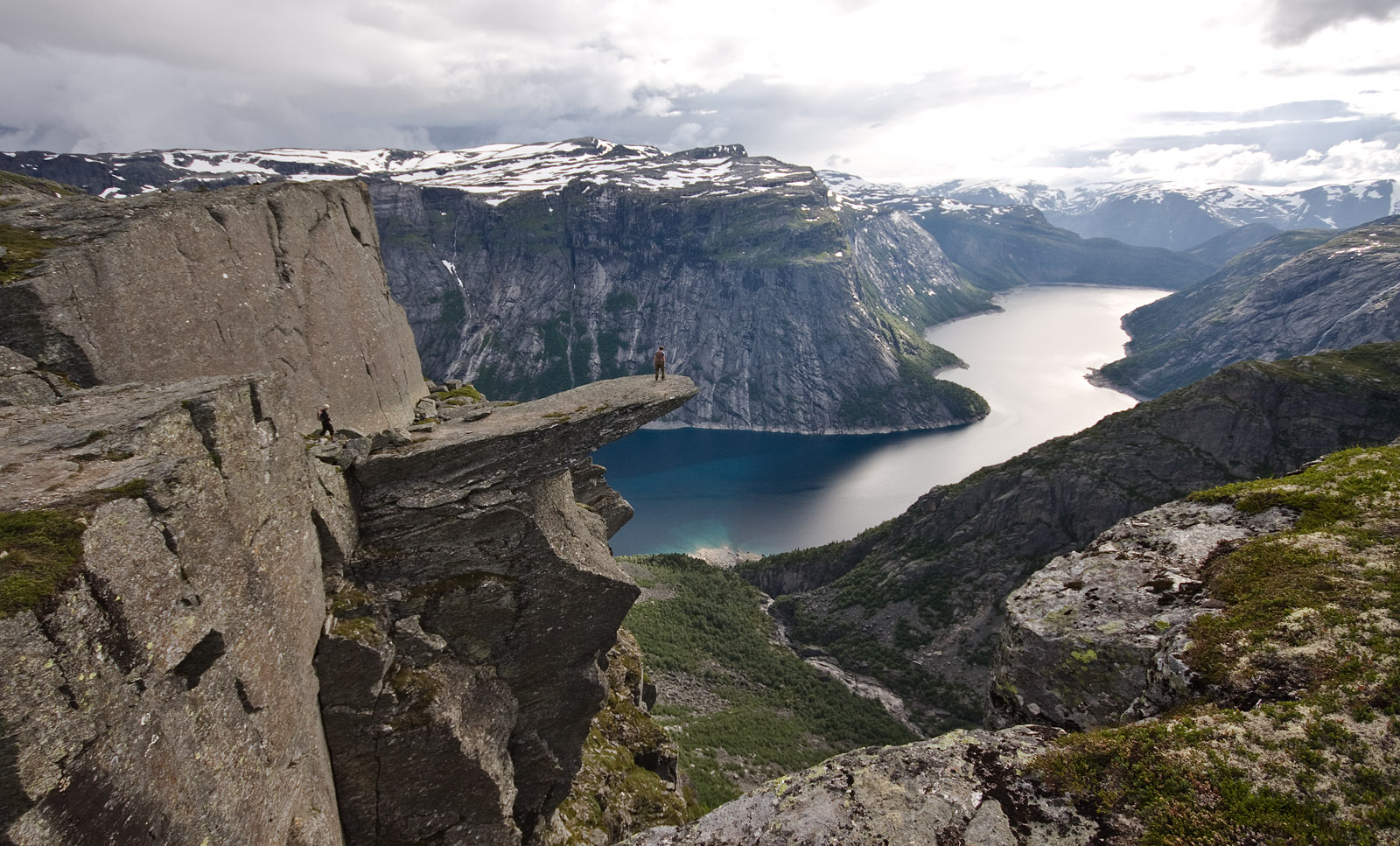
Trolltunga a Odda.

Podem dividir Hordaland en diverses zones geogràfiques;

### Valls i muntanyes de l'est

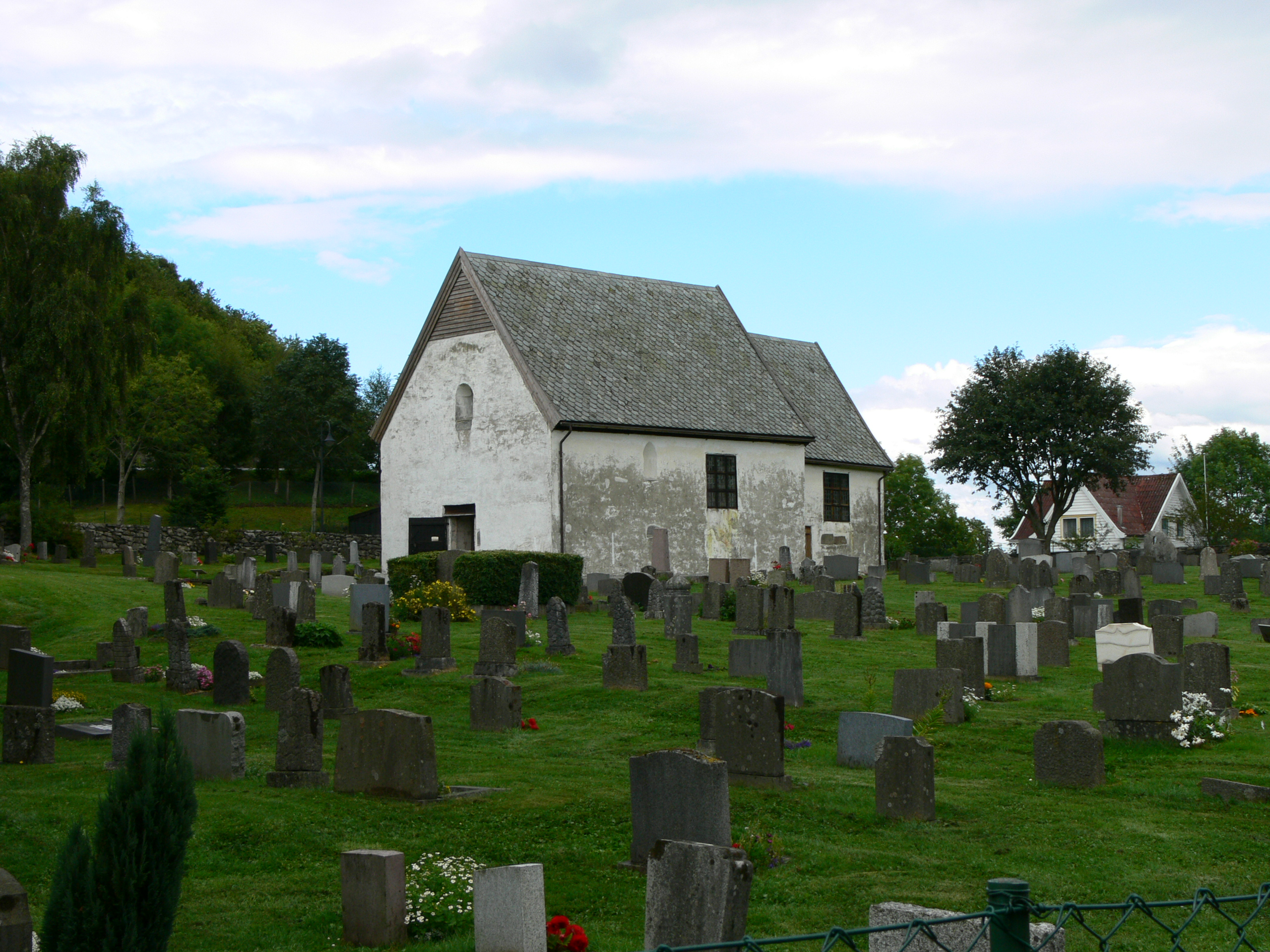
L'antiga església de Bømlo.

Cap a la frontera amb els comtats veïns, a l'est de Hordaland, es troben els paisatges d'alta muntanya. Les poblacions se situen principalment entre els 700 i els 1000 metres sobre el nivell del mar, amb un gran nombre de plantes. En canvi, les muntanyes més altres poden arribar als 1900 m d'alçada, on sols s'hi troba roca nua. A la zona hi ha grans llacs com Nordmannslågen, el llac més gran del comtat, i de fet és una zona adequada per a l'energia hidroelèctrica.

#### Hardanger

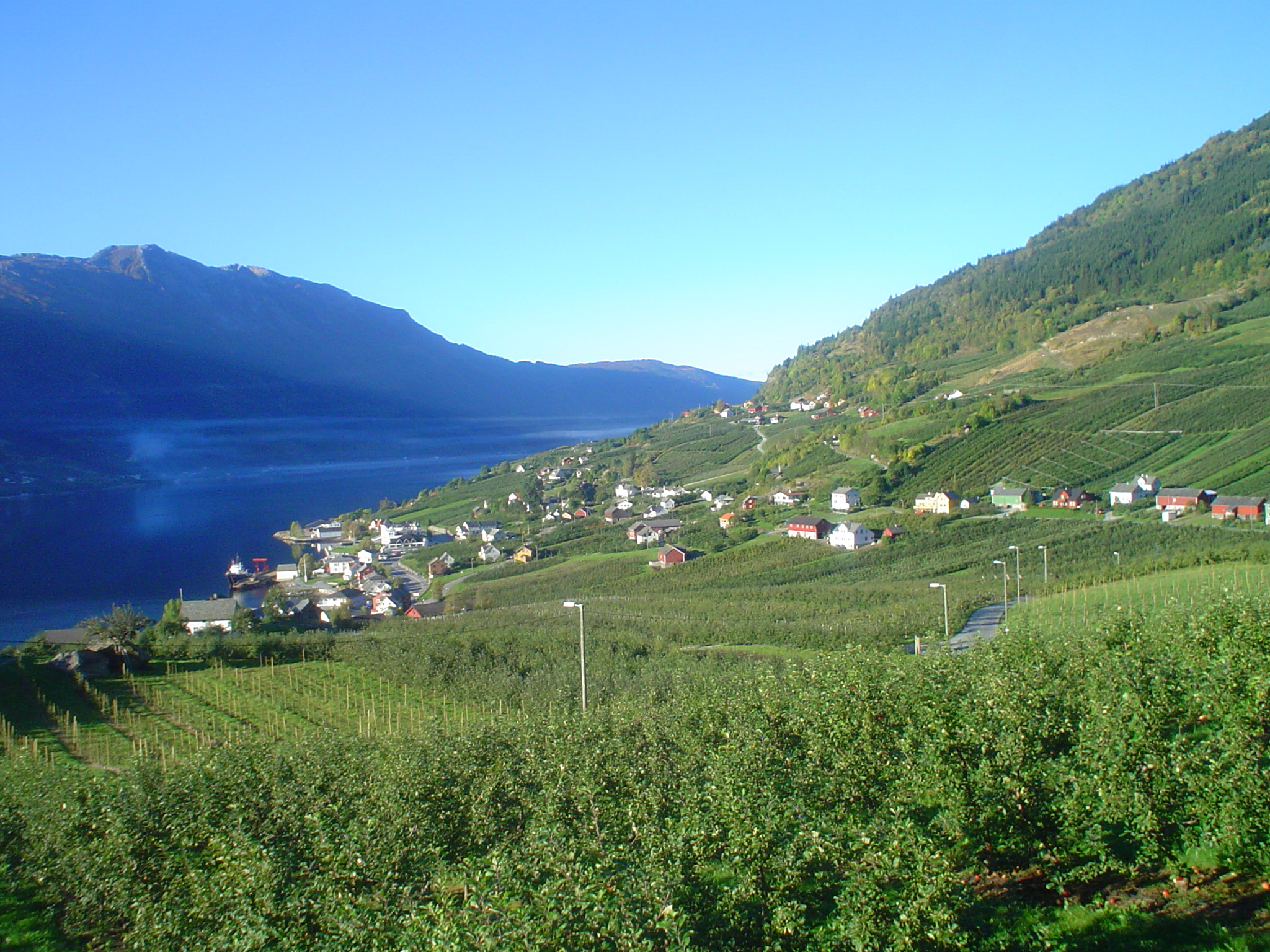
La fructicultura a Hardanger.

Al nord de Sunnhordland hi ha Hardanger. Hardanger és conegut pels seu paisatge muntanyenc i per què engloba el segon fiord més llarg de Noruega, Hardanger. Hardanger és conegut pels impressionants paisatges de muntanyes, les seves glaceres, les cascades i els fiords. Tots aquests factors han atret molts turistes i artistes els últims anys. També hi ha una zona que ofereix excel·lents condicions per a activitats recreatives com caminades per les glaceres, surf de neu durant tot l'any i parapent. Hardanger és també conegut per la seva fructicultura. Es creu que unos monjos britànics van començar a cultivar fruita allí l'any 1300. De fet, a Hardanger hi creixen pomes, peres, prunes i cireres. El 40% de la fruita de Noruega prové d'aquesta zona, i Ullensvang segueix sent el municipi que proporciona més fruita al país. L'única ciutat de Hardanger és Odda.

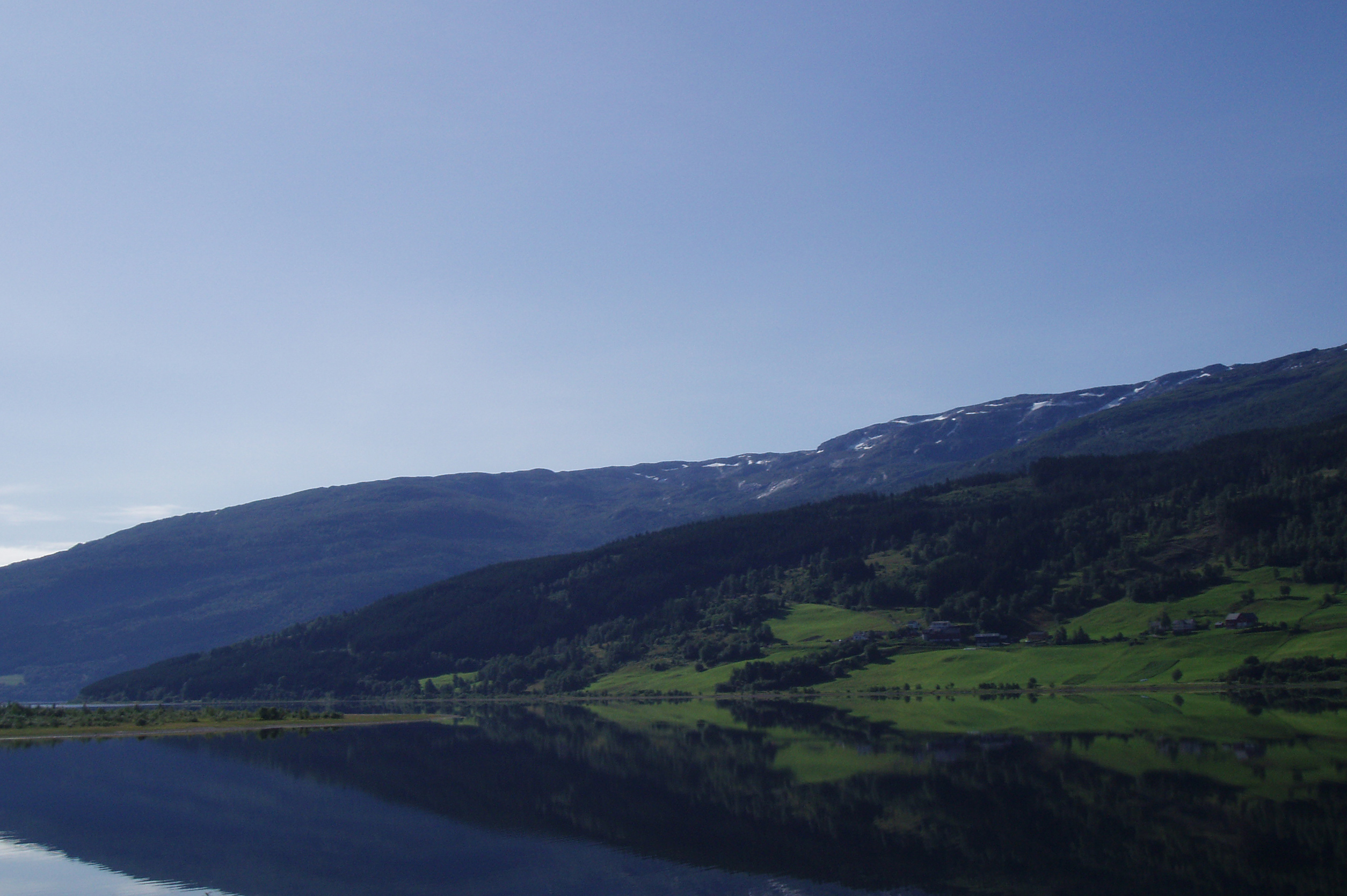
Vangsvatnet a Voss.

#### Voss

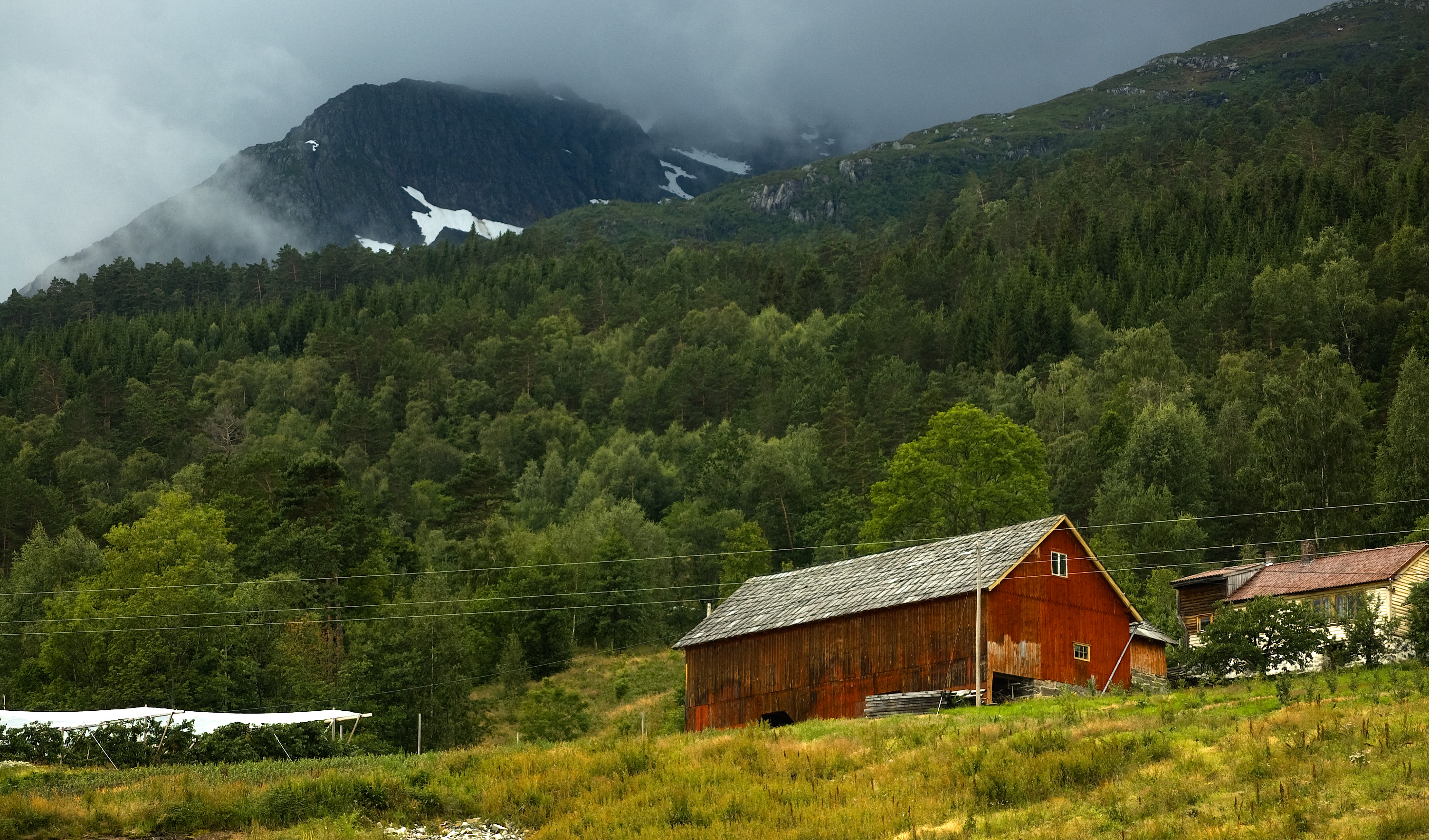
Una granja de muntanya a Ullensvang.

Voss és un districte situat a l'interior del comtat, i amb els seus 1.805 quilòmetres quadrats és el municipi més gran del comtat de Hordaland. L'àrea és coneguda per les seves estacions d'esquí, que a l'hivern atrauen a milers de persones que venen de tot el país. Voss es troba a la zona de transició entre el clima costaner i el d'interior. Anualment, a Voss hi cauen uns 1200 mm de precipitació, sobretot als quatre mesos d'estiu. El paisatge de Voss és semblant al de les valls de Gudbrandsdalen. Voss és el municipi agrícola més gran del comtat. El centre administratiu del municipi és Vossevangen, però no té estatus de ciutat.

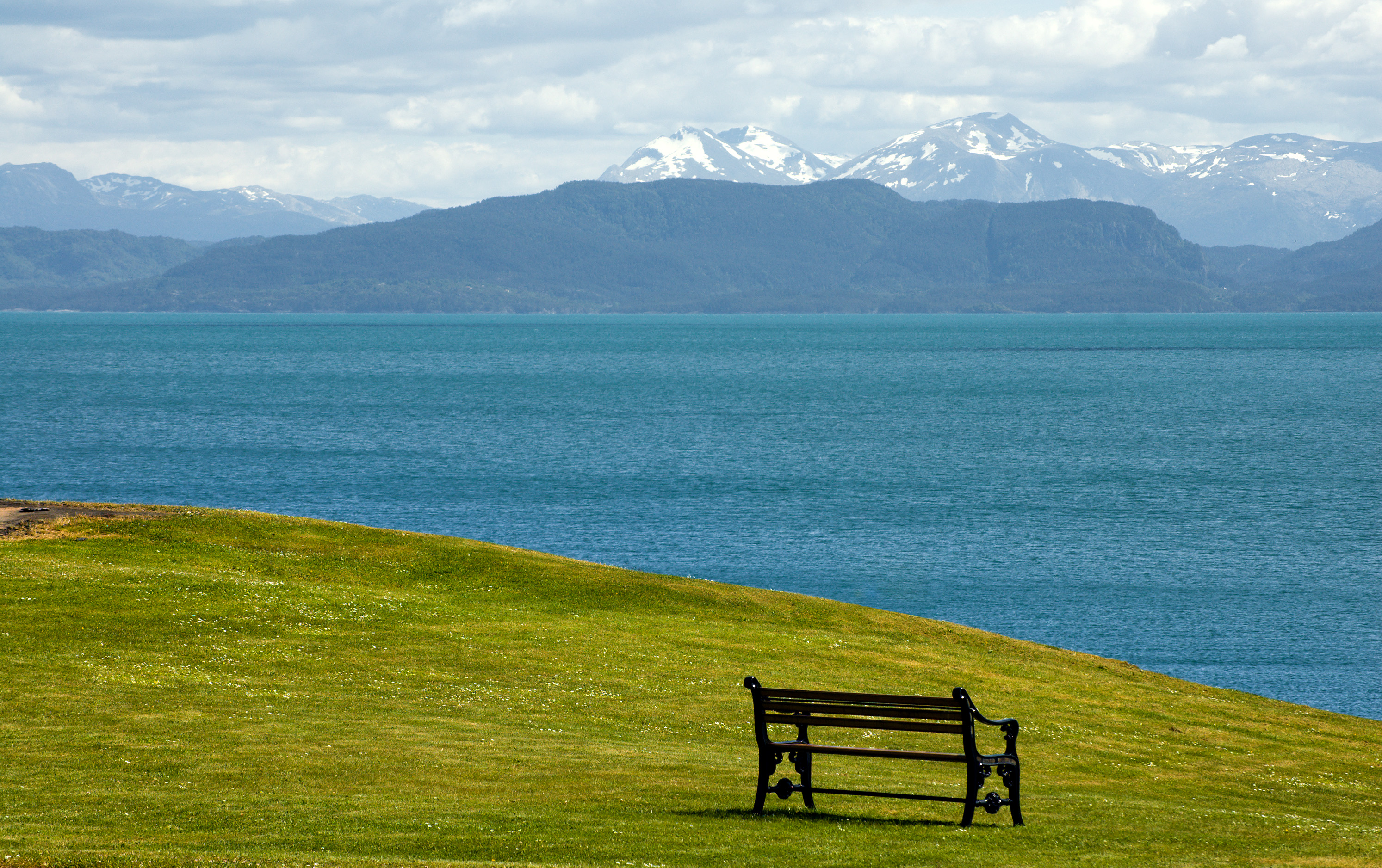
Les vistes del Bjørnafjord de Solstrand a Os.

#### Nordhordland
Nordhordland està situat al nord de Bergen i limita al nord amb Sognefjord. L'economia de la regió s'ha basat tradicionalment en l'agricultura, la pesca i la indústria, però en els últims temps els negocis relacionats amb el petroli també han estat fortament representats, sobretot a Lindås, i en menor quantitat a Masfjorden, Modalen i Vaksdal.

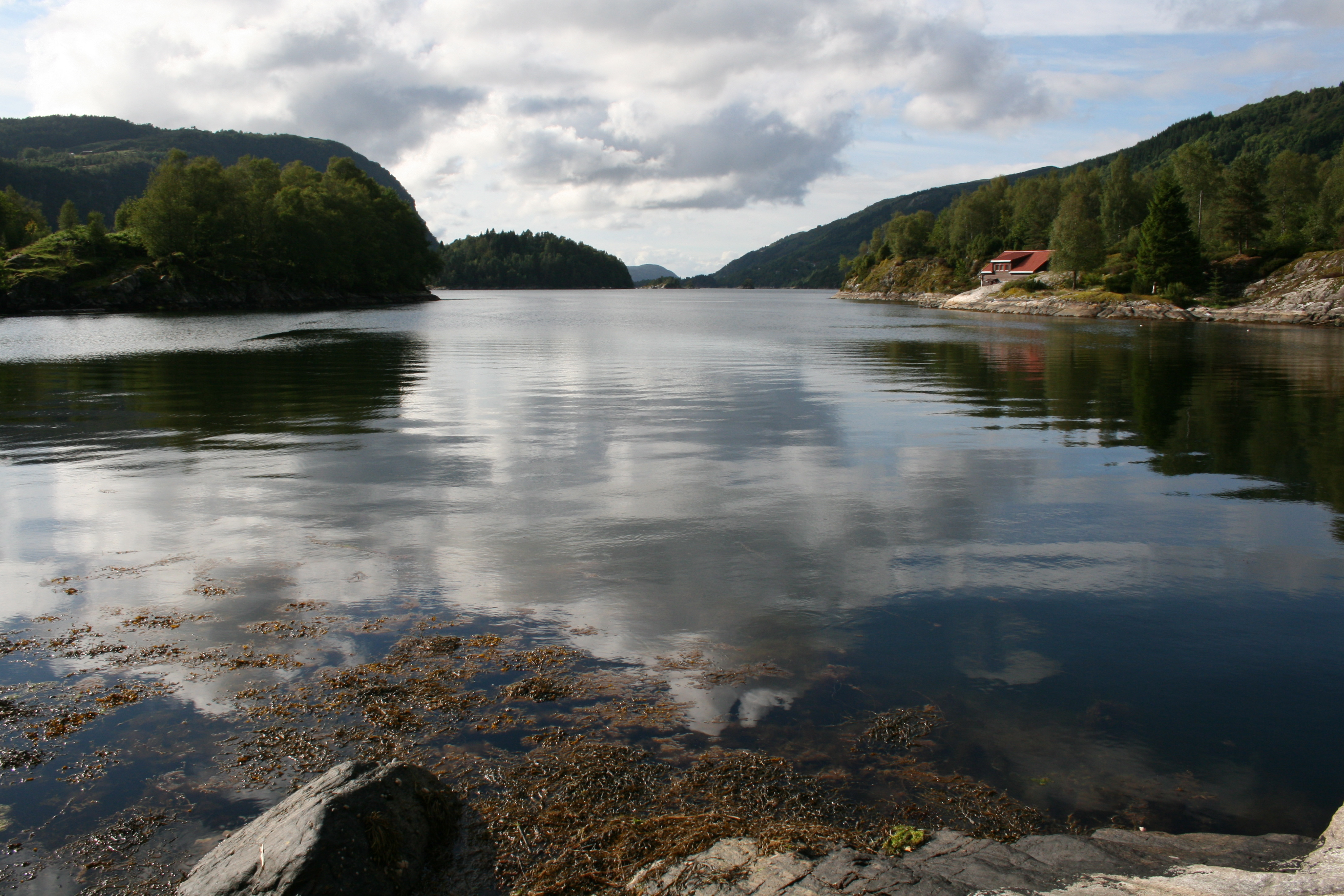
El Hindenesfjorden a Lindås.

### Illes de l'oest
La costa de Hordland està compost per penya-segats escarpats i moltíssimes illes i illots davant la costa. Moltes de les illes estan compostes de roques del basament precambrià igni. El segon municipi amb menys població de Hordaland, Fedje, de poc més de 500 habitants, està situat en una petita illa davant la costa de Nordhordland. Hordaland és l'únic comtat del país que tots els municipis tenen costa.

#### Sunnhordland

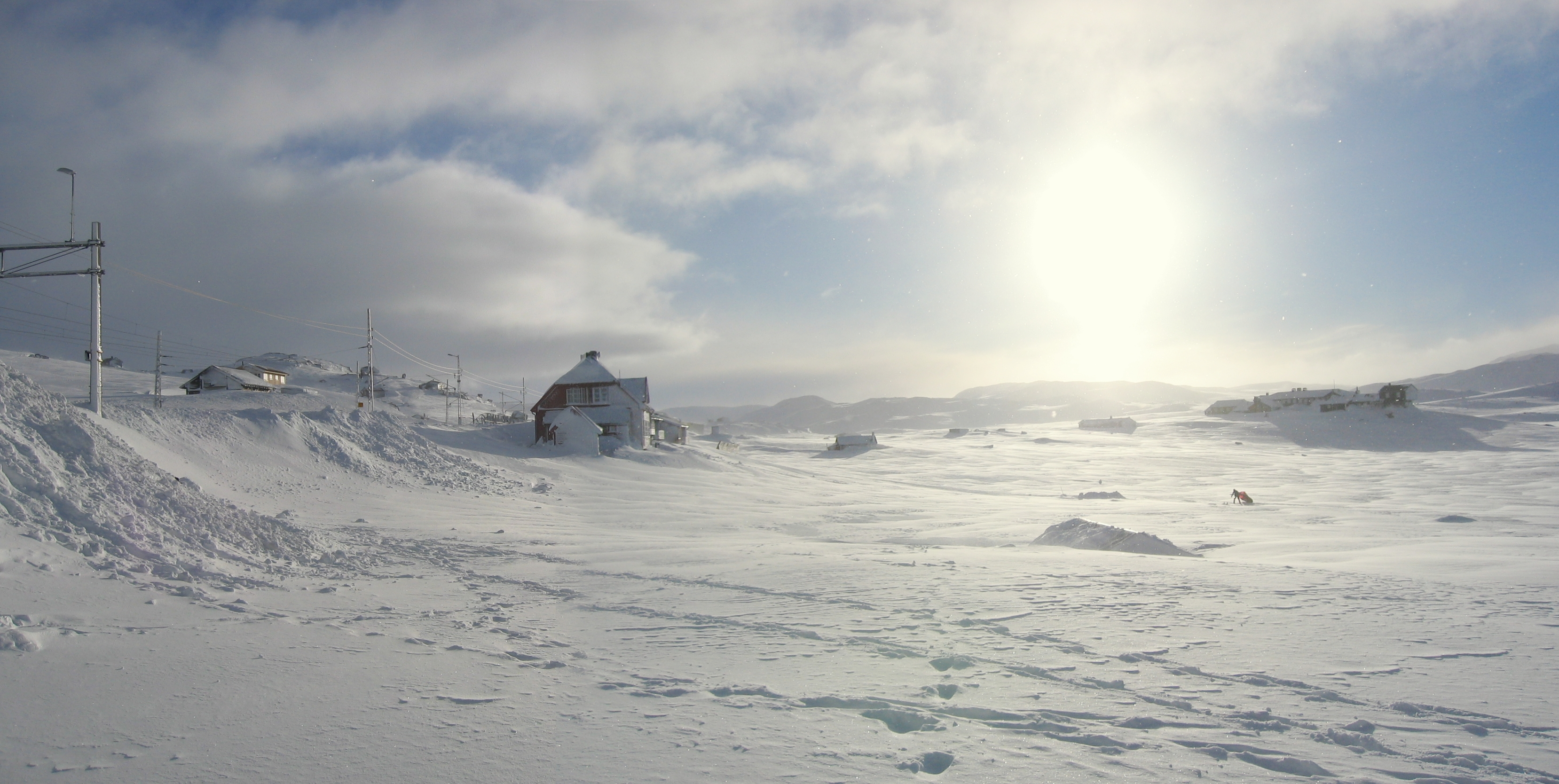
Finse és el punt més alt del sistema ferroviari noruec, situat a 1.222 msnm.

La regió més meridional de Hordaland és Sunnhordland. En aquest districte s'hi troben altes muntanyes i glaceres, petites illes i zones urbanes i agrícoles. Stord és l'única ciutat, mentre Haugesund a Rogaland es troba just a la frontera meridional del comtat.

#### Midhordland
Midhordland es caracteritza per la gran ciutat de Bergen i els seus voltants. El paisatge d'aquesta regió també és molt variat, format per diverses petites illes i illots davant la costa. Aquestes illes sovint estan densament poblades, ja que es troben a la rodalia de Bergen. A l'interior de la regió hi ha més muntanyes i boscos, i per això mateix la població d'allà és molt més baixa que a la costa. Les dues ciutats més grans de Midhordland són Bergen i Fusa.

## Divisió administrativa
El 1837, els comtats van ser dividits en unitats administratives locals, cada un amb els seus propis governs. El nombre i les fronteres d'aquests municipis han canviat amb el temps, i en l'actualitat hi ha 33 municipis a Hordaland, que són els següents:

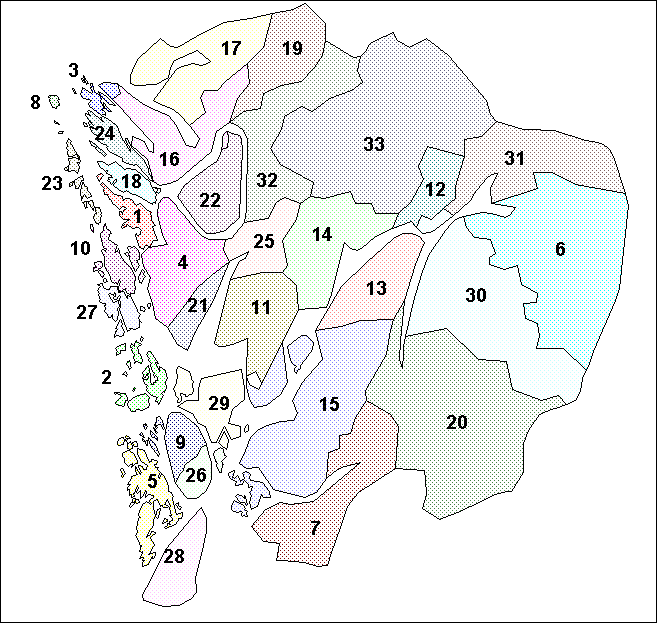
Mapa municipal de Hordaland.

| Núm. | Nom        | Núm.  | Nom        |
| ---- | ---------- | ----- | ---------- |
| 1    | Askøy      | 17    | Masfjorden |
| 2    | Austevoll  | 18    | Meland     |
| 3    | Austrheim  | 19    | Modalen    |
| 4    | Bergen     | 20    | Odda       |
| 5    | Bømlo      | 21    | Os         |
| 6    | Eidfjord   | 22    | Osterøy    |
| 7    | Etne       | 23    | Øygarden   |
| 8    | Fedje      | 24    | Radøy      |
| 9    | Fitjar     | 25    | Samnanger  |
| 10   | Fjell      | 26    | Stord      |
| 11   | Fusa       | 27    | Sund       |
| 12   | Granvin    | 28    | Sveio      |
| 13   | Jondal     | 29    | Tysnes     |
| 14   | Kvam       | 30    | Ullensvang |
| 15   | Kvinnherad | 31    | Ulvik      |
| 16   | Lindås     | 32    | Vaksdal    |
| 17   | Masfjorden | 33    | Voss       |
|      |            | Total | Hordaland  |

## Fills il·lustres

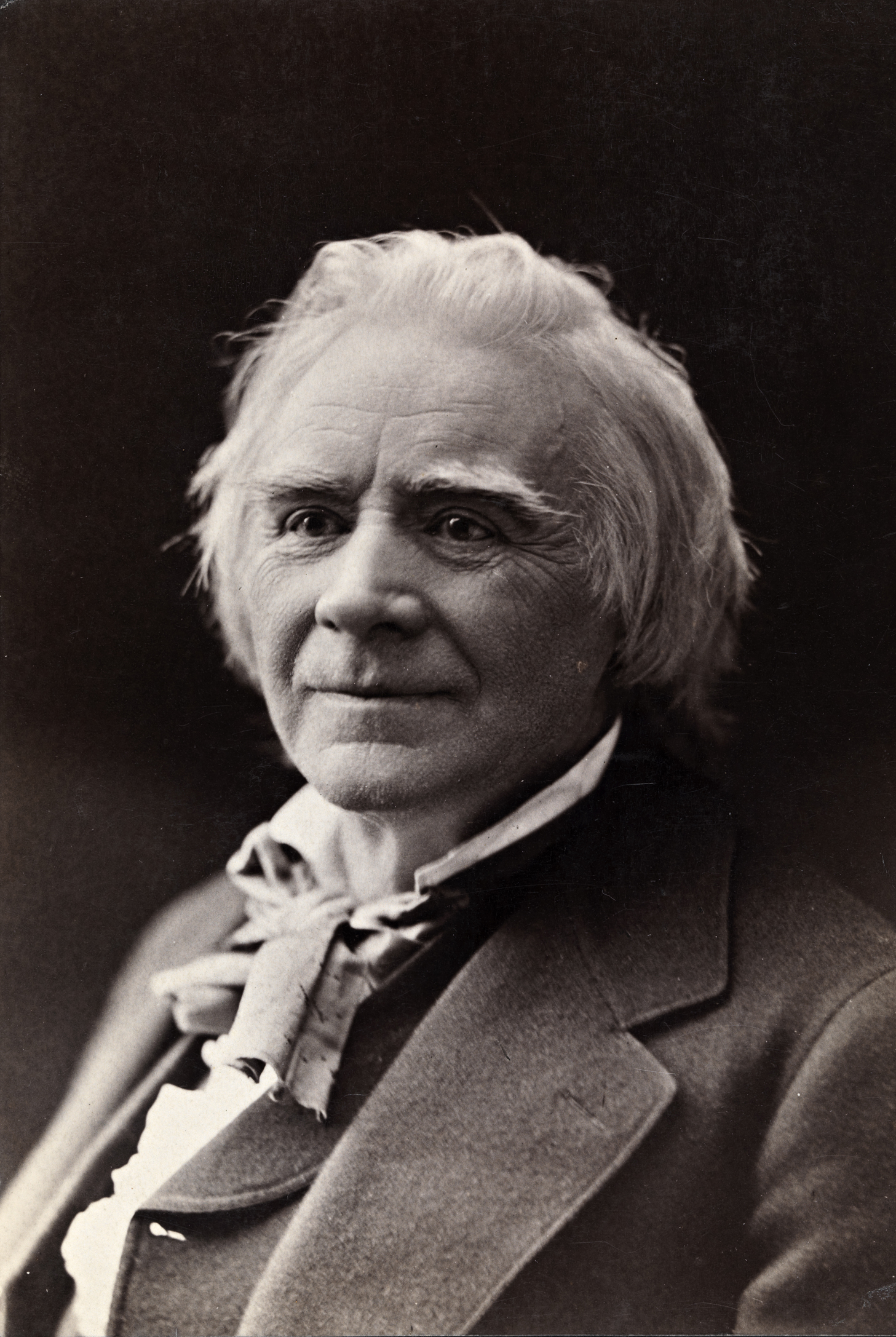
Ole Bull, nascut a Bergen al 1810 i mort al mateix lloc al 1880.

- Ole Bull (1810–1880), compositor, violinista.
- Edvard Grieg (1843–1907), compositor.
- Ludvig Holberg (1684–1754), escriptor.

## Agermanaments
Hordaland manté una relació d'agermanament amb: 
- Normandia, França
- Kaunas, Lituània
- Cardiff, Regne Unit[5]
- Illes Òrcades, Regne Unit